# Is the School House the Proper Place to Teach Raw Sex?
 (mars 2021).
Is the School House the Proper Place to Teach Raw Sex? (L'école est-elle l'endroit approprié pour enseigner le sexe à l'état brut ?) est une brochure écrite en 1968 par Gordon V. Drake et publiée par la Christian Crusade de Billy James Hargis. C'est un document clé dans la lutte des conservateurs contre l'éducation sexuelle dans les écoles publiques, question culturelle qui contribue au développement de la nouvelle droite américaine,.
Ce document de 40 pages, décrit par le magazine Time comme « une petite brochure en colère », est initialement distribué dans le cadre d'une campagne de financement par publipostage pour la Christian Crusade, afin que l'organisation puisse faire pression contre l'éducation sexuelle dans les écoles. Il devient une source d'anecdotes non fondées sur les horreurs supposées de l'éducation sexuelle pour des groupes tels que Mothers Organized for Moral Stability.
School House cible le Sexuality Information and Education Council of the United States (SIECUS) et en particulier sa directrice, le docteur Mary Calderone, qu'il décrit comme la « SIECUS Sexpot » (la « bombe sexuelle du SIECUS »). Il déclare que le groupe cherche à « laisser [...] Dieu de côté » et « à enseigner à la jeunesse américaine une nouvelle moralité sexuelle indépendante de l'Église et de l'État. », En plus d'affirmer que l'éducation sexuelle sape la moralité chrétienne et promeut la promiscuité, le document dit qu'elle fait partie d'une « conspiration communiste géante. », Il dit : « [Si] la nouvelle moralité est affirmée, nos enfants deviendront des cibles faciles pour le marxisme et d'autres philosophies amorales et nihilistes - ainsi que pour les MST, ! » La brochure identifie également la National Education Association comme un ennemi.
Cette brochure est l'attaque la plus largement diffusée contre l'éducation sexuelle dans les années 1960. Drake estime qu'elle se vend à plus de 90 000 exemplaires dans les trois mois suivant sa publication, tandis que Hargis en revendique un million au total. Une estimation plus prudente fait état de 250 000 exemplaires.